# Adolf Brand
Adolf Brand (ur. 14 listopada 1874, zm. 2 lutego 1945) – niemiecki działacz środowiska LGBT, dziennikarz i anarchoindywidualista.

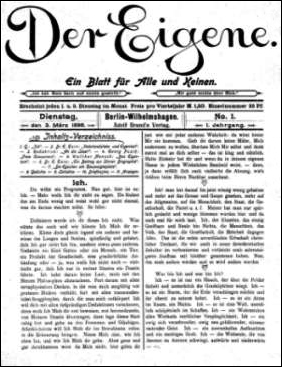
Der Eigene (1896)

Brand założył organizację Gemeinschaft der Eigenen, a w roku 1896 wydał pierwszą na świecie gazetę przeznaczoną dla homoseksualistów noszącą tytuł Der Eigene. Działał wtedy w ówczesnym ruchu gejowskim, stanowiącym przeciwbiegun dla ruchu zorganizowanego przez Magnusa Hirschfelda, którego publicznie wyśmiewał. Przeciwnik nazistów, krytykowany jako przeciwnik kobiet i rasista z powodu swoich poglądów: uważał, że kobiety nie są zdolne do pełnienia ważnych funkcji w społeczeństwie. 